# Д. Б. Бікерстафф
Джон-Блер Бікерстафф (англ. John-Blair Bickerstaff; нар. 20 березня 1979) — американський професійний баскетбольний тренер, який наразі є головним тренером команди НБА «Детройт Пістонс». На студентському рівні грав за університет штату Орегон та Міннесотський університет.

## Кар'єра гравця
Бікерстафф виступав за команду університету штату Орегон «Орегон Стейт Біверс» перші два сезони та за команду Міннесотського університету «Міннесота Голден Гоферс» останні 2 сезони. За підсумками 4 сезонів Бікерстафф набирав у середньому 8,0 очок, 6,1 підбирань та 4,0 асистів за гру.

## Кар'єра тренера
З 2004 по 2007 рік Бікерстафф працював асистентом головного тренера, яким був його батько Берні Бікерстафф, у команді НБА «Шарлотт Бобкетс». З 2007 по 2011 рік він працював асистентом головного тренера «Міннесота Тімбервулвз».
15 липня 2011 року Бікерстафф став асистентом головного тренера «Хьюстон Рокетс». 18 листопада 2015 року Бікерстафф став виконувачем обов'язків головного тренера Х'юстона після звільнення Кевіна Макхейла. Того ж дня Бікерстафф зробив свій дебют як головний тренер команди НБА у перемозі над «Портленд Трейл Блейзерс» з рахунком 108—103 в овертаймі.
8 червня 2016 року Бікерстафф став головним асистентом головного тренера в «Мемфіс Гріззліс». 27 листопада 2017 року він став виконувачем обов'язків головного тренера Мемфіса після звільнення Девіда Фіздейла. 1 травня 2018 Бікерстафф був призначений головним тренером Мемфіса[6]. 11 квітня 2019 року його було звільнено після непотраплення команди до плей-офф.
19 травня 2019 року Бікерстафф став головним асистентом головного тренера в «Клівленд Кавальєрс». 19 лютого 2020 року був призначений головним тренером «Клівленда» після звільнення Джона Білайн. 10 березня 2020 року Бікерстафф і «Клівленд» уклали багаторічний контракт. 23 травня 2024 року його було звільнено.
3 липня 2024 року Бікерстафф став новим головним тренером «Детройт Пістонс».